# Паризе, Гоффредо
Гоффредо Паризе (итал. Goffredo Parise; 8 декабря 1929[…], Виченца, Венеция — 31 августа 1986[…], Тревизо, Венеция) — итальянский писатель, журналист, сценарист и поэт.

## Биография
Родился в Виченце. В 1947 году семья переехала в Венецию.
Паризе рано начал писать. В Венеции вышел его первый роман «Мёртвый мальчик и кометы» (1951). Ещё один роман, «Красавец-священник», вышел В 1954 году. После переезда писателя в Милан увидел свет принёсший ему успех роман «Хозяин» (1964). За этот роман Паризе в следующем, 1965 году, получил премию «Виареджо». В 1960-е годы Паризе написал несколько киносценариев. Он работал с режиссёром Мауро Болоньини над сценариями к фильмам «Агостино» (по роману Альберто Моравии) и «Сенилита» (1962, по роману Итало Свево). 
Паризе сотрудничал с несколькими издательствами и вел активную журналистскую деятельность. В период между концом 1950-х и началом 1980-х годов он много путешествовал по миру в качестве корреспондента «Коррьере делла сера», «Эспрессо» и других изданий. Писал репортажи из Израиля, Советского Союза, Лаоса, Чили. Примечательными были его отчёты о путешествиях, особенно о Китае, Вьетнаме и Биафре.  С 1971 года писатель вел в газете «Corriere della sera» рубрику «Азбука». Для этой рубрики Паризе написал ряд автобиографических очерков и рассказов. Из них родились книги «Азбука 1» (1972) и «Азбука 2» (1982). В первую книгу вошли рассказы на буквы A-F, во вторую на следующие буквы — до буквы S. В 1982 году Паризе получил за книгу «Азбука 2» премию «Стрега».
Сочинения Гоффредо Паризе переведены на многие языки, в том числе и на русский.

## Сочинения
- «Мертвый мальчик и кометы» (1951)
- Красавец священник (1954)
- «Хозяин» (1965)
- «Естественный абсолют» (1967)
- «Дорогой Китай» (1966)
- «Человек-вещь» (1966)
- «Две-три вещи о Вьетнаме» (1967)
- «Биафра» (1968)
- «Венский крематорий» (1969)
- «Политические войны» (1976)
- «Нью-Йорк» (1977)
- «Элегантность холодна» (1982)

## Переводы на русский язык
- Паризе Гоффредо. Красавец священник. Роман М. Прогресс 1973. 192 с.
- Паризе Гоффредо. Человек-вещь. Рассказы. Перевод с итальянского Добровольской Ю. М. Прогресс 1970. 190 с.
- Гоффредо Паризе В кн.: Писатель и современность. Документальная проза писателей Запада. 60-е годы. Художник Л. Шканов. Предисловие Ю. Жукова. Составитель и автор справок о писателях А. Файнгар. М. Прогресс. 1972. 448 с., илл.
- Паризе Гоффредо Букварь: [Рассказы] : Пер. с ит. / Гоффредо Паризе; [Сост. и предисл. Е. Сапрыкиной]. — М. : Радуга, 1986. — 279,[1] с.;